# Malaxis pringlei
Malaxis pringlei är en orkidéart som först beskrevs av Sereno Watson, och fick sitt nu gällande namn av Oakes Ames. Malaxis pringlei ingår i släktet knottblomstersläktet, och familjen orkidéer. Inga underarter finns listade i Catalogue of Life.